# Alexander Borell
Alexander Borell (* 2. November 1913 in Straßburg; † 31. Oktober 1998 in Kaufbeuren) war ein deutscher Autor zahlreicher Unterhaltungs- und Fortsetzungsromane sowie Drehbuchautor.

## Leben
In den 1970er und 1980er Jahren schrieb er auch als Lebensberater für die deutschen TV-Programmzeitschriften Bild+Funk und Gong und Autor der Rubrik Ich habe ein Problem. Fragen an Alexander Borell, die ein regelmäßiger Bestandteil der Sendung Gute Laune aus Südwest des ersten Programms des Südwestfunks gewesen ist.
Außerdem verfasste er im gleichen Zeitraum zahlreiche Beiträge zum Thema Amateurfotografie und Schmalfilm für die Zeitschriften FotoMagazin und ColorFoto sowie ColorFilm bzw. später Film & Video. Er schrieb auch mehrere Sachbücher zum Thema Fotografie und Kameratechnik. Legendär wurde er dabei für Fotoamateure durch seine kurzweiligen und teilweise auch recht sarkastischen Essays und Testberichte unter dem selbstgewählten Pseudonym „Nörgelmann“ (Zitat: „Bei Sonnenschein zeichnet jeder Flaschenboden scharf“). Alexander Borell starb am 31. Oktober 1998 in einem Sanatorium in Kaufbeuren.

## Werke

### Krimis
- Die Tote im roten Packard, Moewig Kriminalroman Großband 21, 1958
- Der versoffene Papagei, Moewig Kriminalroman Großband 28 (1962 Heyne 1063), 1958
- Hibiskusblüten (Heyne Nr. 19) (1962 Heyne 1003), 1959
- Der Engel von Santa Marguerita (Heyne 54) (1962 Heyne 1011), 1960
- Die Tote im roten Cadillac (Heyne 1049), 1962
- Die Nacht in Issy (Heyne 1111), 1963
- Auch ein Waschbär kann sich irren (Heyne 1099), 1963
- Mord in h-moll (Heyne 1120), 1964
- Die blonde Witwe (Heyne 1173) (1981 Heyne 1953), 1965
- Das einsame Haus (Heyne 1251), 1967
- Der Teufel mit den blonden Haaren (Bastei Brokat 53), 1969
- Anruf aus Nizza – Ein Herz spielt falsch (Kelter 210), 1974

### Romane
- Liebe hat tausend Augen (Heyne 384), 1960
- Vater unbekannt (Heyne 401), 1961
- Sag mir, wo die Liebe ist (Heyne 496), 1964
- Ich weiß nicht, wer du bist (Moewig 16) (1973 Kelter), 1966
- Kleine Insel, große Liebe (Bastei), 1966
- Sommer des Lebens (Pabel) TV-Romanze Nr. 2, 1968
- Seitensprung mit Hindernissen (Moewig A 83), 1970
- Die Glocken von Gandria – Roman um ein kleines Glück in der großen Filmwelt (Kelter 179), 1973
- Unser Sohn Stefan – ein Roman um zwei Generationen (Kelter 230), 1975
- Einer zuviel auf der Welt. Das Tagebuch eines Dreizehnjährigen – es geht uns alle an. Roman nach Tatsachen (Erich Pabel Verlag), 1975. Auch in der Fernsehzeitung Gong abgedruckt vom Oktober 1971 bis Januar 1972.

### Sachbücher
- Konica, mon amour (Heering), 1975
- Die Mamiya M 645 (Heering), 1980
- Konica. Die "F"-Reihe (Heering), 1982
- Alexander Borell antwortet (Urban), 1989